# 바라쿠다사우루스
바라쿠다사우루스(학명:Barracudasaurus maotaiensis)는 어룡목 믹소사우루스과에 속하는 어룡이다. 지금은 멸종된 종으로서 전체적인 몸길이가 2~4m인 거대한 어룡에 속한다.

## 특징
바라쿠다사우루스는 중국에 트라이아스기의 어룡으로서 단일 종인 바라쿠다사우루스 마오타이엔시스를 포함하고 있다. 바라쿠다사우루스는 둥근 단면적과 넓은 간격과 원뿔형 전상 악골 치아를 길게 되었다. 그 턱 앞에 짧다. 같은 믹소사우루스과의 친척이자 이름까지도 거의 비슷한 친척의 근연종인 바라쿠다사우로이데스와는 대체적으로 비슷한 특징들이 많지만 바라쿠다사우로이데스에 비교되는 차이점으론 바라쿠다사우로이데스와는 달리 몸의 측선에 회색의 점이 없으며 꼬리지느러미가 바라쿠다사우로이데스에 비해 위를 향해 서 있고 평평하며 갈색의 점이 없다는 차이점이 있다. 먹이로는 당대에 서식했었던 물고기, 갑각류, 두족류를 주로 잡아먹고 살았을 육식성의 어룡으로 추정되는 종이다.

## 생존시기와 서식지와 화석의 발견
바라쿠다사우루스가 생존했었던 시기는 중생대의 트라이아스기 중기로서 지금으로부터 2억 2000만년전~2억년전에 생존했었던 종이다. 생존했었던 시기에는 중국을 중심으로 하는 동남아시아의 북서부 태평양에서 주로 서식했었던 어룡이다. 화석의 발견은 2005년에 중국의 트라이아스기에 형성된 지층에서 중국의 고생물학자들에 의하여 처음으로 화석이 발견되어 새롭게 명명된 종이다.

## 같이 보기
- 파충류
- 중생대
- 트라이아스기
- 어룡
- 화석